# Cryptoperla kosai
Cryptoperla kosai is een steenvlieg uit de familie van de Peltoperlidae. De wetenschappelijke naam van de soort is voor het eerst geldig gepubliceerd in 2007 door Stark & Sivec.